# Taxi au Sénégal

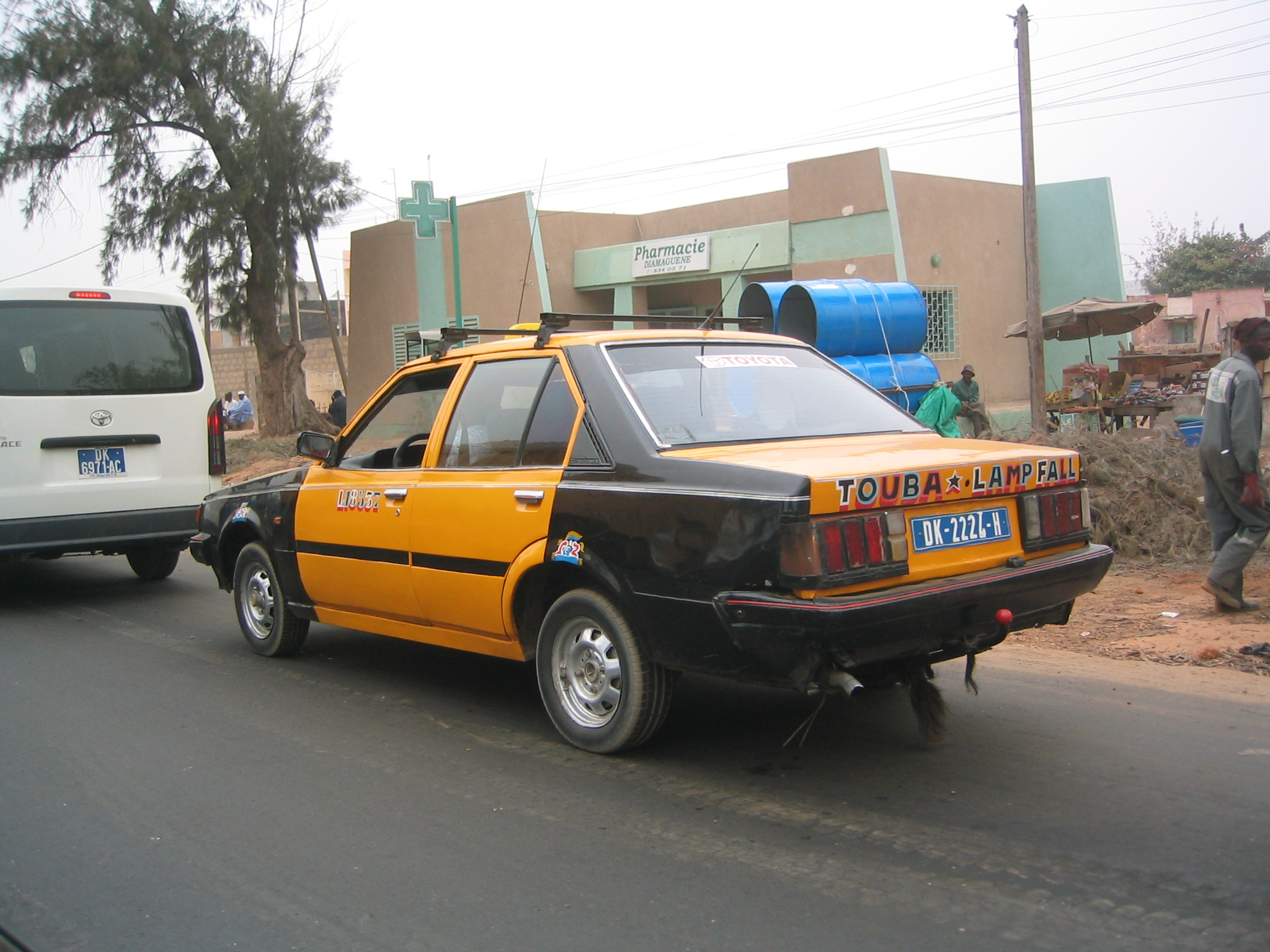
Taxi jaune et noir à Dakar (modèle Toyota Corona).

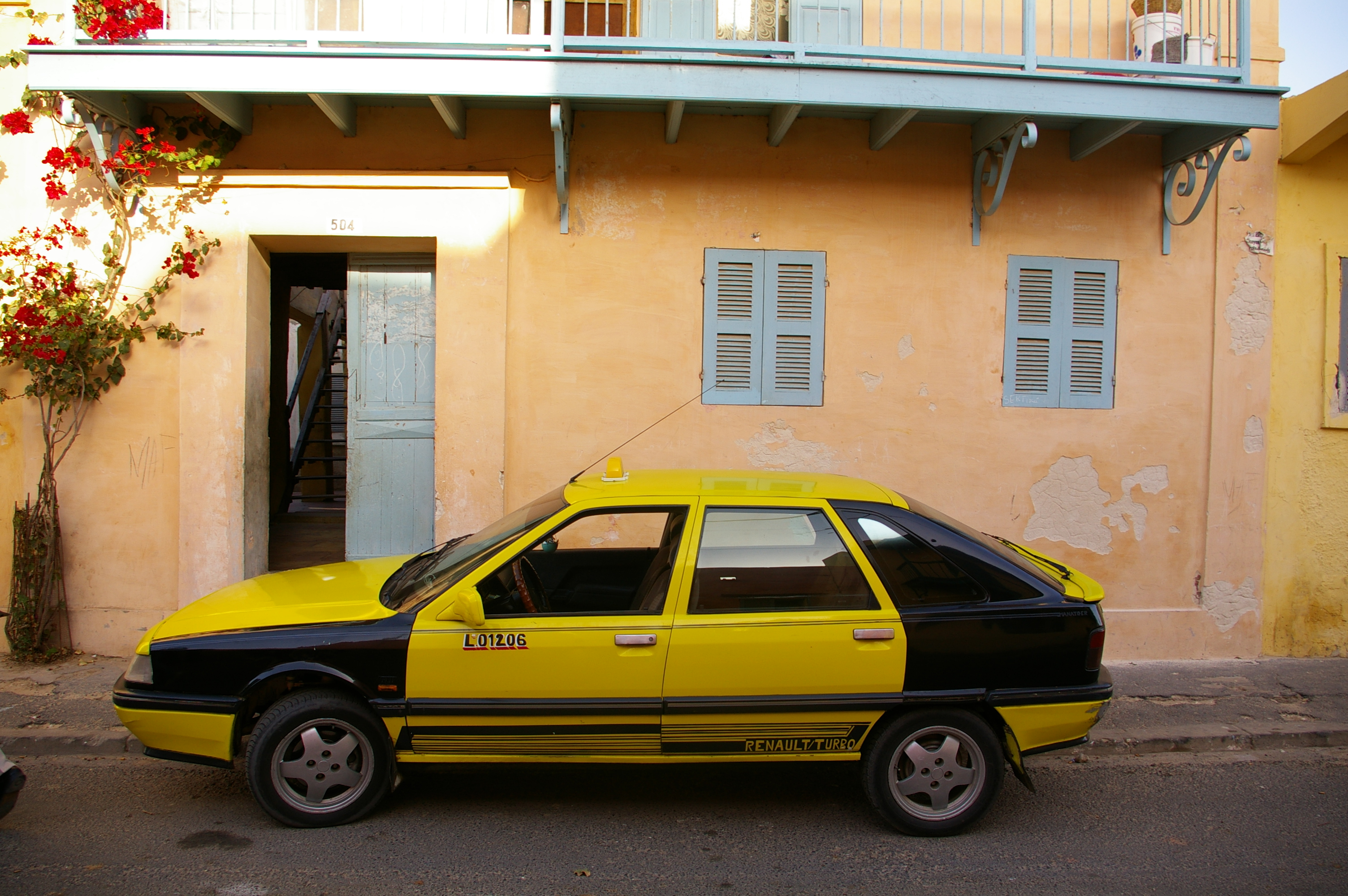
Taxi jaune et noir à Saint-Louis (modèle Renault 21).

Au Sénégal, les taxis sont un mode de transport populaire. Les célèbres taxis jaunes et noirs sont omniprésents dans la capitale et dans toute la presqu'île du Cap-Vert, mais on en trouve aussi à Ziguinchor, Kaolack, Saint-Louis, Touba, Tambacounda, Thiès et Fatick.
Leur utilisation est souvent collective et le prix de la course est généralement convenu au départ. Le taxi-brousse permet de parcourir de longues distances à travers le pays.
À Dakar, 90% des taxis sont locataires de leur véhicule. Ils louent leur taxi et font un versement journalier à leur propriétaire.
De nouveaux acteurs arrivent sur le marché africain comme www.cmontaxi.com pour former et financer les chauffeurs afin de devenir propriétaires de leur taxi.

## Taxi Sisters
A Dakar, où circulent environ 15 000 taxis, une expérience est tentée avec un nouveau système de taxis féminins, inauguré le 18 septembre 2007, les Taxi Sisters. Dix candidates âgées de 25 à 40 ans ont été sélectionnées parmi 1 000 femmes par le Fonds national pour la promotion de l’entrepreneuriat féminin, en partenariat avec le concessionnaire Espace Auto (Groupe CCBM). Les véhicules sont de petites voitures chinoises, des Chery QQ, qu'elles devront rembourser en cinq ans. Deux ans plus tard le bilan reste mitigé. C'est une réussite sur le plan social, car les mentalités commencent à évoluer dans un pays majoritairement musulman, même si leurs collègues masculins ne leur facilitent pas toujours la tâche. Mais du point de vue économique les difficultés sont encore plus préoccupantes : les jeunes conductrices se heurtent à l'augmentation du prix de l'essence, au coût élevé de la maintenance et à un taux d'intérêt élevé à leurs yeux. Beaucoup auront du mal à payer leur voiture dans les cinq ans.